# Rosendala brygga

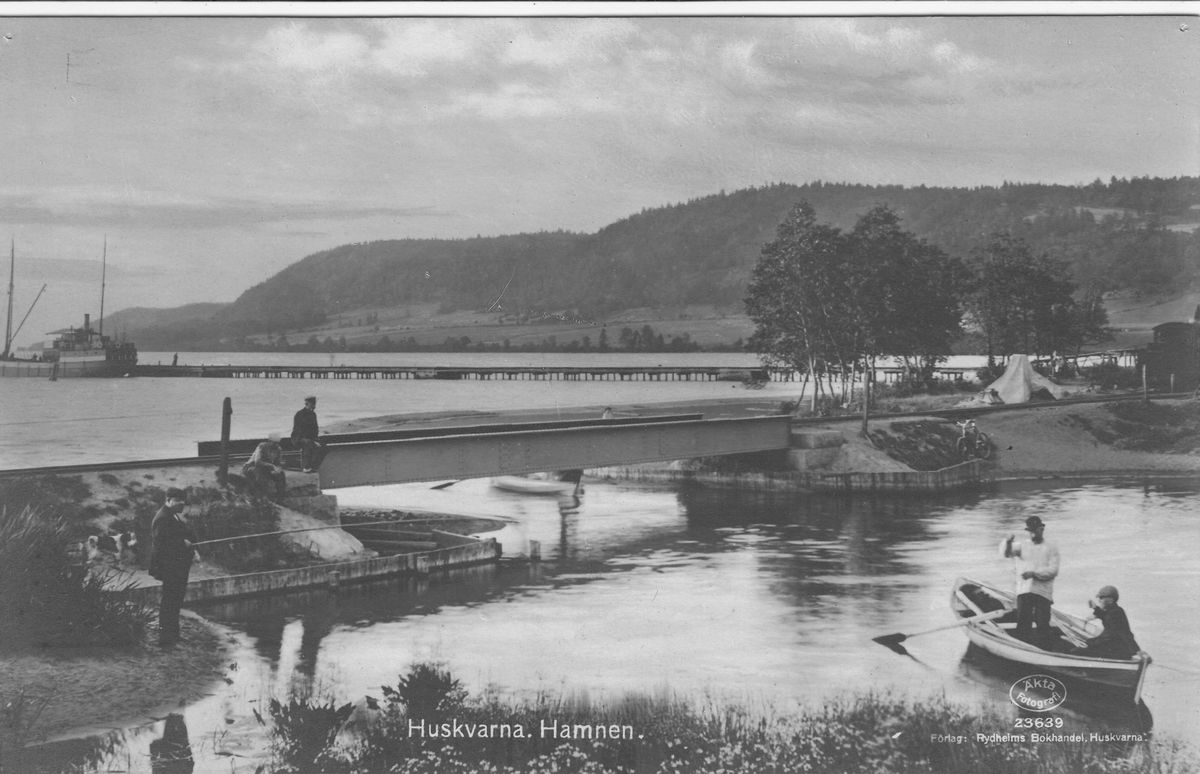
Oset, med Rosebdala brygga utanför i Vättern

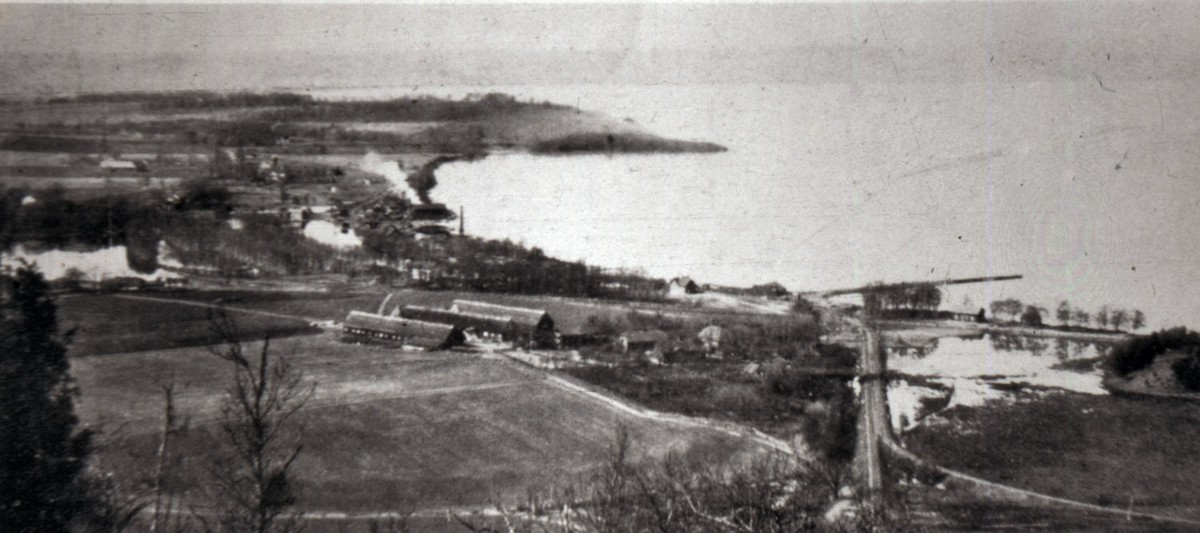
Huskvarnaåns mynning i Vättern, Rosendala och Sanna, sedda från Huskvarnaberget. Rosendala brygga, Rosendala station och Gripenbergsbanans båda spår till Vireda och Huskvarna Östra station ses något till höger om bildens mitt. I bakgrunden Rosenlundsbankarna. Fotot är taget omkring 1910.

Rosendala brygga, eller Rosendala lastplats,  var en lastplats vid Vättern. Den anlades 1853 på Rosendala gårds ägor på Oset vid Huskvarnaåns utlopp i Vättern i samband med den påbörjade ångbåtstrafiken på sjön.
År 1893 började smalspårsbanan Jönköping–Gripenbergs Järnväg anläggas. Den första invigda sträckningen var 1894 mellan Jönköping Östra station och Huskvarna Östra station vid Norra porten till Husqvarna Vapenfabrik. Huvudstationen i Huskvarna, Rosendala station, anlades vid Rosendala brygga. Sträckan mellan Rosendala station och Huskvarna Östra användes enbart för godstrafik, medan sträckan mellan Jönköping och Rosdala trafikerades av både persontåg och godståg.
Från Rosendala station fanns ett stickspår till Rosendala lastplats och den 90 meter långa hamnpiren.
Från ett sågverk i Stensholm fraktades till Rosendalas brygga sågat virke för vidare transport via Göta Kanal till Storbritannien. För att underlätta lastningen anlades en stor stenkista utanför kajen.
Idag finns Huskvarna hamn och Rosendala bryggor där, och strax norr om, som småbåtshamnar för ungefär 220 fritidsbåtar, samt Huskvarna uppläggningsplats. Dessa drivs av Jönköpings Segelsällskap-